# أليخاندرو هيريديا
أليخاندرو هيريديا (بالإسبانية: Alejandro Heredia)‏ هو عسكري أرجنتيني، ولد في 1788 في سان ميغيل دي توكومان في الأرجنتين، وتوفي في 12 نوفمبر 1838 في San Isidro de Lules ‏ في الأرجنتين.